# Robert Van Voorst
Robert Van Voorst (Holland, 5 giugno 1952) è un teologo e biblista statunitense.

## Biografia
Van Voorst ha conseguito il bachelor of arts nel 1974 a Holland all'Hope College, poi il master of divinity nel 1977, ancora a Holland, al Western Theological Seminary. Diventato pastore della Chiesa Riformata Americana, ha esercitato il suo ministero a Rochester (New York) dal 1977 al 1989. Nel 1988 ha conseguito il Ph.D. in Nuovo Testamento a New York all'Union Theological Seminary. Dal 1989 al 1999 è stato professore associato di religione al Lycoming College a Williamsport. Nel 1999 è stato nominato professore ordinario di Nuovo Testamento al Western Theological Seminary a Holland, incarico che ha ricoperto fino al 2018, anno del suo ritiro dall'insegnamento.
Van Voorst ha sposato un'insegnante, Mary Lind Bos, da cui ha avuto due figli.

## Libri
- The Ascents of James: History and Theology of a Jewish-Christian Community, Scholar Press, 1989
- Building Your New Testament Greek Vocabulary (Resources for Biblical Study), Eerdmans, 1990
- Con John T. Carroll, Joel B. Green, Joel Marcus (coautori), The Death Of Jesus In Early Christianity , Hendrickson, 1995
- Readings in Christianity, Wadsworth, 1996
- Jesus Outside the New Testament: An Introduction to the Ancient Evidence, Eerdmans, 2000 (edizione italiana: Gesù nelle fonti extrabibliche, San Paolo, 2004)
- Anthology of Asian Scriptures, Wadsworth, 2000
- Reading the New Testament Today, Wadsworth, 2004
- Anthology of World Scriptures: Eastern Religions, Wasdworth, 2006
- Anthology of World Scriptures: Western Religions, Wasdworth, 2006
- Con David A. Farmer, Anne B. Crumpler, Wilda C.M. Gafney (coautori), The Pastor's Bible Study, Abingdon Press, 2006
- Commonly Misunderstood Verses in the Bible: What They Really Mean, Cascade Books, 2017
- RELG: World (4th edition), Learning, 2019